# Hermanas de la Caridad de Nuestra Señora del Buen y Perpetuo Socorro
La Congregación de Hermanas de la Caridad de Nuestra Señora del Buen y Perpetuo Socorro (oficialmente en latín: Congregatio Sororum Caritatis Beatae Mariae Virginis miraculis illustris) es un congregación religiosa católica femenina, de vida apostólica y de derecho pontificio, fundada en 1850 por la religiosa mauriciana Caroline Lenferna de Laresle, en Port Louis. A las religiosas de este instituto se les conoce como hermanas del Buen y Perpetuo Socorro y posponen nombres las siglas S.B.P.S.

## Historia
La congregación fue fundada en Port Louis, capital de la isla Mauricio (territorio de ultramar francés), el 18 de junio de 1850, por Caroline Lenferna de Laresle, con ayuda del misionero Xavier Masuy, con el ideal de acoger vocaciones nativas para la educación de las niñas en el asilo de Nuestra Señora del Buen Socorro.
La congregación de Newark recibió la aprobación como congregación religiosa de derecho diocesano en 1851, de parte del obispo William Bernard Allen Collier, obispo de Mauricio. La Congregación de Propaganda Fide, en nombre del papa Pío IX, elevó el instituto a congregación religiosa de derecho pontificio, mediante decretum laudis del 5 de septiembre de 1871. El 12 de junio de 1910 el instituto entró a formar parte de la Familia agustiniana.
Entre las hermanas de este instituto destaca la fundadora, Caroline Lenferna, cuyo proceso de beatificación se haya incoado y es considerada sierva de Dios en la Iglesia católica.[cita requerida]

## Organización
La Congregación de Hermanas de la Caridad de Nuestra Señora del Buen y Perpetuo Socorro es un instituto religioso de derecho pontificio y centralizado, cuyo gobierno es ejercido por una superiora general, es miembro de la Familia agustiniana y su sede central se encuentra en Roma (Italia).
Las hermanas del Buen y Perpetuo Socorro se dedican a la educación e instrucción cristiana de la juventud y a la atención de los enfermos. En 2017, el instituto contaba con 218 religiosas y 43 comunidades, presentes en Argentina, Perú, Paraguay,Bélgica, corea del Sur, Filipinas, Francia, India, Italia, Mauricio (territorio de ultramar francés), Polonia, Reino Unido y República Democrática del Congo.